# 艾托斯角

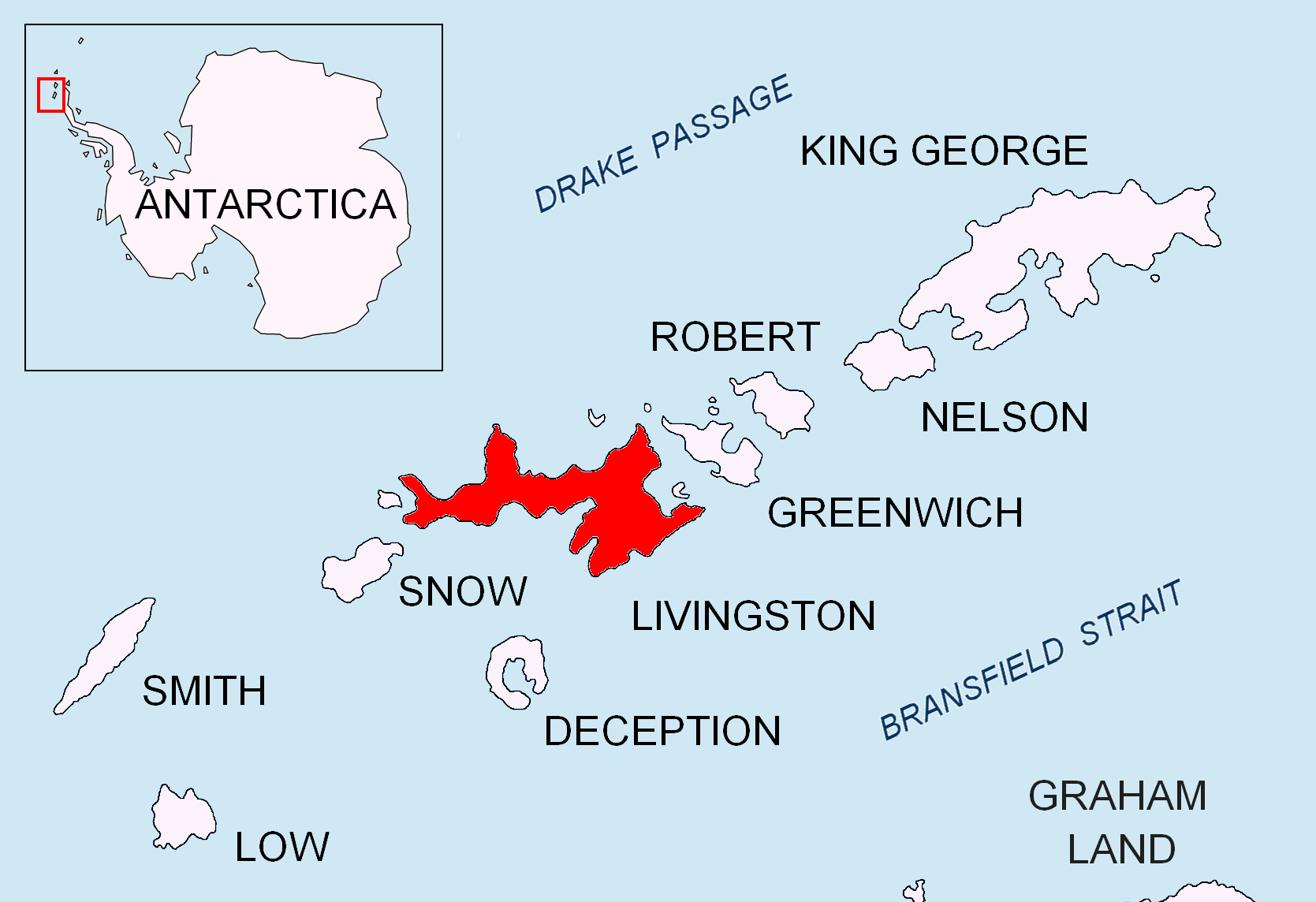

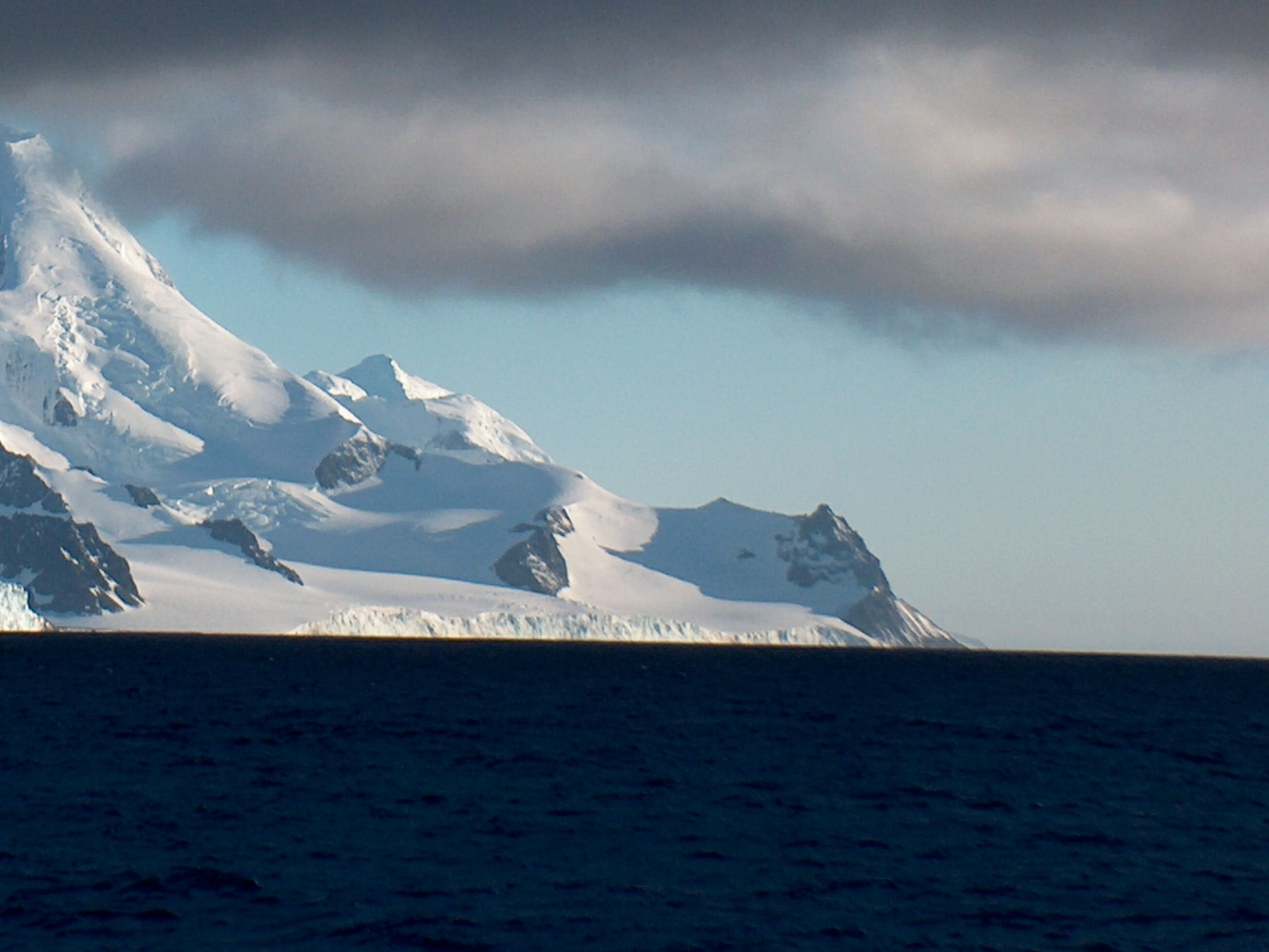

艾托斯角是南極洲的海岬，位於南設得蘭群島的利文斯頓島，處於塞繆爾角東北面5.57公里和姆基恩角西南面2.53公里，以保加利亞城鎮命名。
62°42′23.5″S 60°02′59.5″W / 62.706528°S 60.049861°W

## 外部連結
- Aytos Point. （页面存档备份，存于） SCAR Composite Gazetteer of Antarctica